# Love and Understanding
«Love and Understanding» — рок-песня американской певицы и актрисы Шер с её двадцать первого альбома Love Hurts. Написанная Дайан Уоррен, спродюсированная Уоорен и Гаем Роше, песня была выпущена как первый сингл с альбома. Би-сайд «Trail Of Broken Hearts» с саундтрека к фильму «Дни грома» недоступна ни на одном из альбомов Шер.

## Музыкальное видео
На песню был снят видеоклип, в котором показаны Шер и её группа на репетиции концерта. На Шер оранжевый парик, вокруг неё танцует группа танцоров.

## Живые выступления
Шер исполняла песню во время турне Love Hurts Tour.

## Список композиций
- UK 7" single[1]

1. "Love And Understanding" (Edit) - 4:08
2. "Trail Of Broken Hearts" - 4:30

- German CD single[1]

1. "Love And Understanding" - 4:08
2. "Trail Of Broken Hearts" - 4:30
3. "If I Could Turn Back Time" - 4:16

- US 12" single[2]

1. "Love And Understanding" (12" Dance Mix) - 5:25
2. "Love And Understanding" (Stringappella Mix) - 4:20
3. "Love And Understanding" (Dub And Understanding Mix) - 5:35
4. "Love And Understanding" (House Of Love Mix) - 5:45
5. "Love And Understanding" (Cher Some Love Dub) - 4:10
6. "Trail Of Broken Hearts" -  4:30

- Promo - CD-Maxi single 1[1]

1. "Love And Understanding" (Edit) - 4:08
2. "Love And Understanding" - 4:43
3. "Love And Understanding" (AC Version) - 4:38

- Promo - CD-Maxi single 2[1]

1. "Love And Understanding" (12" Extended Dance Mix) - 5:25
2. "Love And Understanding" (12" Edit Dance Mix) - 4:40
3. "Love And Understanding" (House Of Love Mix) - 5:45

|}

## Официальные версии и ремиксы
- Album Version (4:43)
- Edit (4:08)
- Promo Edit (3:51)
- AC Version (4:38)
- 12" Dance Mix (5:25)
- 12" Dance Mix Edit (4:40)
- Stringappella Mix (4:20)
- Dub And Understanding Mix (5:35)
- House Of Love Mix (5:45)
- Cher Some Love Dub (4:10)

## Над песней работали
- Вокал – Cher
- Продюсер – Diane Warren, Guy Roche
- Записана - David Thoener, Frank Wolf
- Микширование - Curt Frasca
- Микширование  - David Thoener
- Песня записана на студиях A&M Recording Studios, The Music Grinder и The Complex